# 芬斯特巴赫
芬斯特巴赫是德国巴伐利亚州的一个市镇。总面积26.84平方公里，总人口2383人，其中男性1218人，女性1165人（2011年12月31日），人口密度89人/平方公里。